# Folcwine
Folcwine es un personaje ficticio que pertenece al legendarium creado por el escritor británico J. R. R. Tolkien y cuya historia es narrada en los apéndices de la novela El Señor de los Anillos. Es un Rohir, decimocuarto rey de Rohan. Hijo de Folca el Cazador, nació en 2830 T. E.

## Historia
Fue coronado rey en 2864 TE después de que su padre muriera en una cacería.
Durante su reinado luchó contra los haradrim y reconquistó el Folde Oeste que había sido ocupado en la región ubicada entre los ríos Adorn e Isen, por los dunlendinos.
Tuvo cuatro hijos, tres varones y una mujer. Sus hijos gemelos Folcred y Fastred pelearon por Gondor contra los haradrim, pero fueron muertos en batalla.
Murió en 2903 T. E a los 73 años y a los 39 de reinado. Le sucedió su hijo Fengel.